# Pristimantis mondolfii
Pristimantis mondolfii es una especie de anfibio anuro de la familia Craugastoridae.

## Distribución
Esta especie habita:
- en el departamento de Norte de Santander en Colombia;
- en el estado de Táchira en Venezuela.[4]

## Etimología
Esta especie lleva el nombre en honor a Edgardo Mondolfi.

## Publicación original
- Rivero, 1984 "1982" : Los Eleutherodactylus (Amphibia, Salientia) de los Andes venezolanos. 2. Especies Subparameras. Memoria de la Sociedad de Ciencias Naturales La Salle, vol. 42, n.º 118, p. 57-132.[5]